# Центральноєвропейський Союз

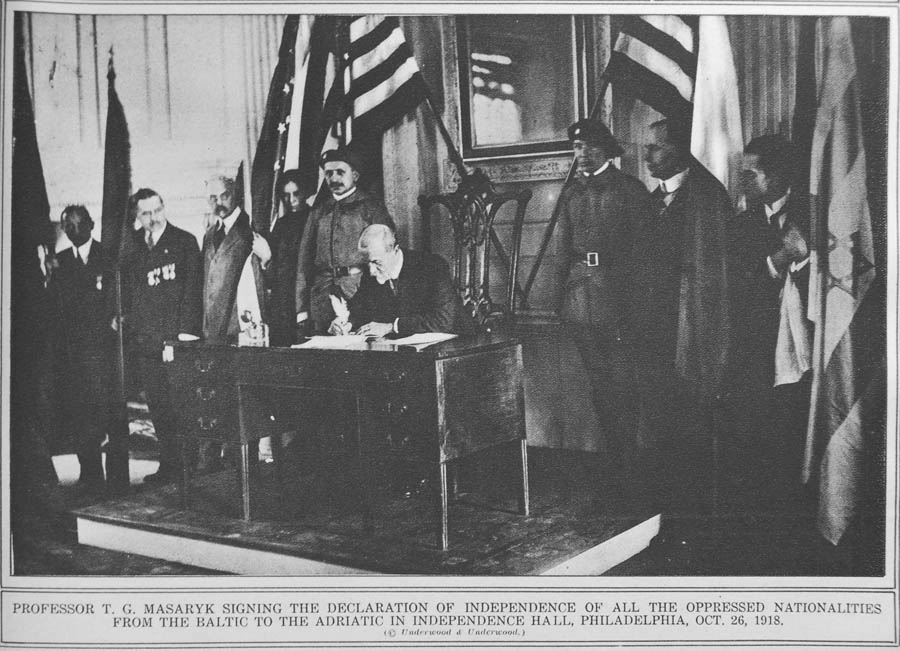
Масарик в Залі Незалежності

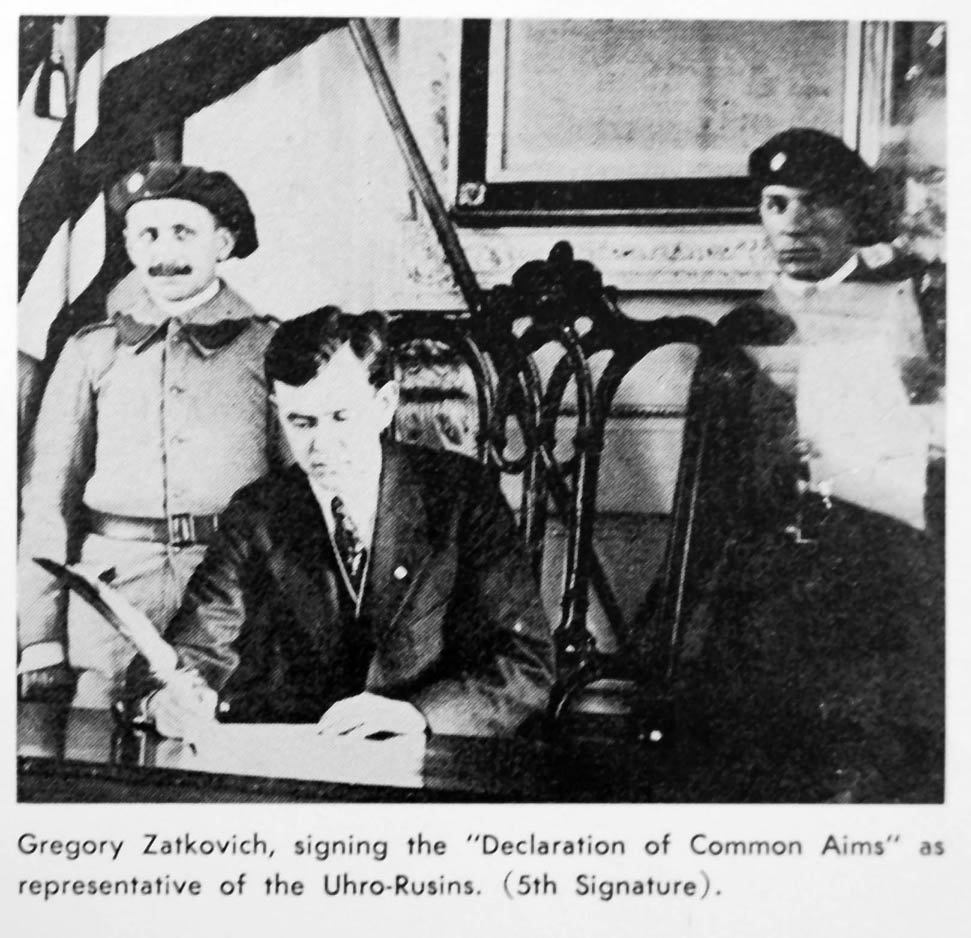
Підписання Угоди лідером русинів Григорієм Жатковичем

Центральноєвропейський Союз (англ. Mid-European Union, також званий Центральноєвропейським демократичним союзом) — політичне об'єднання націй Центральної Європи після Першої світової війни, засноване в США 16 вересня 1918 року.
Союз був створений «Для переговорів щодо територіальних суперечок між країнами Центральної Європи, що розвиваються», і для роботи над створенням федерації держав або їх тісного союзу. Союз мав включати звільнені країни колишніх трьох імперій: Німеччини, Росії та Австро-Угорщини.
20 вересня 1918 року президент США Вудро Вільсон прийняв делегацію ЄС на чолі з Томашем Масариком і отримав від неї резолюцію.
26 жовтня 1918 року Томаш Масарик оголосив Декларацію спільних цілей Товариства за незалежність чехословаків, поляків, югославів, українців, русинів, литовців, румунів, албанців, сіоністів і вірмен, а також іредентистів з Італії та Греції. Підписання декларації відбулося під час зустрічі у Філадельфії, штат Пенсільванія, у Залі незалежності.
У 1918—1922 роках Юзеф Пілсудський намагався реалізувати федеративні проекти, а різні партії та політичні кола виступали зі своїми концепціями Союзу слов'янських держав, центральноєвропейської конфедерації країн «Міжмор'я», як захисту від імперської політики німців і совєтів.